# Maikel Daniel Costa
Maikel Daniel Costa oder kurz Daniel Costa (* 5. April 1988 in Piracicaba) ist ein brasilianischer Fußballspieler.

## Karriere
Die Anfänge von Costas Profikarriere sind undokumentiert. Als erste verzeichnete Quelle spielte er bis 2010 für den Botafogo FR und zog anschließend zum AA Ponte Preta weiter. Noch im gleichen Jahr kehrte er zu Botafogo zurück und spielte hier bis ins Jahr 2011 hinein. Anschließend spielte er für kurze Zeitabschnitte für eine Reihe von brasilianischen Erst- bis Drittligisten. Ab 2015 spielte er für Santa Cruz FC.
Zur Saison 2016/17 wurde er vom westtürkischen Aufsteiger Bandırmaspor aus der türkischen TFF 1. Lig verpflichtet und im Februar 2017 wieder freigestellt. Er ging zurück in seine Heimat und tingelt dort seitdem durch unterklassige Klubs.

## Erfolge
América (RN)
- Staatsmeisterschaft von Rio Grande do Norte: 2015

Santa Cruz
- Staatsmeisterschaft von Pernambuco: 2016
- Copa do Nordeste: 2016

CSA
- Série C: 2017
- Staatsmeisterschaft von Alagoas: 2018